# Johann III Bernoulli
Johann Bernoulli ou Johannes, também conhecido por Johann III Bernoulli (Basileia, 4 de novembro de 1744 — Berlim, 13 de julho de 1807) foi um matemático suíço. 
O nome de vários membros da família aparece numerado devido à existência de múltiplos Bernoulli matemáticos partilhando o mesmo nome. O avô de Johann foi chamado Johann I Bernoulli e o seu pai Johann II.

## Vida e obra
Filho de Johann II Bernoulli, já em criança se notava um conhecimento enciclopédico. Entrado na Universidade viria a obter, aos quatorze anos, o grau de doutor em direito. 
Filho, neto e sobrinho de matemáticos, estudou a disciplina com os familiares, tendo sido convidado, com 19 anos, para leccionar uma cadeira na Academia de Ciências da Prússia.
O rei Frederico II chamou-o para dirigir e reactivar o observatório astronómico da Academia, função na qual não terá tido grande sucesso.
Baseado nas suas observações escreveu várias obras sobre astronomia, apesar de nenhuma ter atingido significativa notoriedade. Curiosamente terão tido mais repercussão os seus relatos das viagens à Alemanha.
Publicou vários artigos de matemática no Diário de Leipzig de Matemática Pura e Aplicada, abrangendo as áreas da probabilidade, teoria de equações e decimais periódicas.

## Obras
- Recueil pour les astronomes. 3 volumes a 1 volume suplementar, Berlim 1771–1779
- Reisen durch Brandenburg, Pommern, Preussen, Curland, Russland und Pohlen in den Jahren 1777 und 1778. Volume I, Leipzig 1779
- Sammlung kurzer Reisebeschreibungen. 18 volumes, Berlim 1781–1878
- Archiv zur neueren Geschichte, Gegraphie, Natur- und Menschenkenntnis. 8 volumes, Leipzig 1783–1788